# Ipomoea tolmerana
Ipomoea tolmerana är en vindeväxtart. Ipomoea tolmerana ingår i släktet praktvindor, och familjen vindeväxter.

## Underarter
Arten delas in i följande underarter:
- I. t. occidentalis
- I. t. tolmerana